# Svaneten

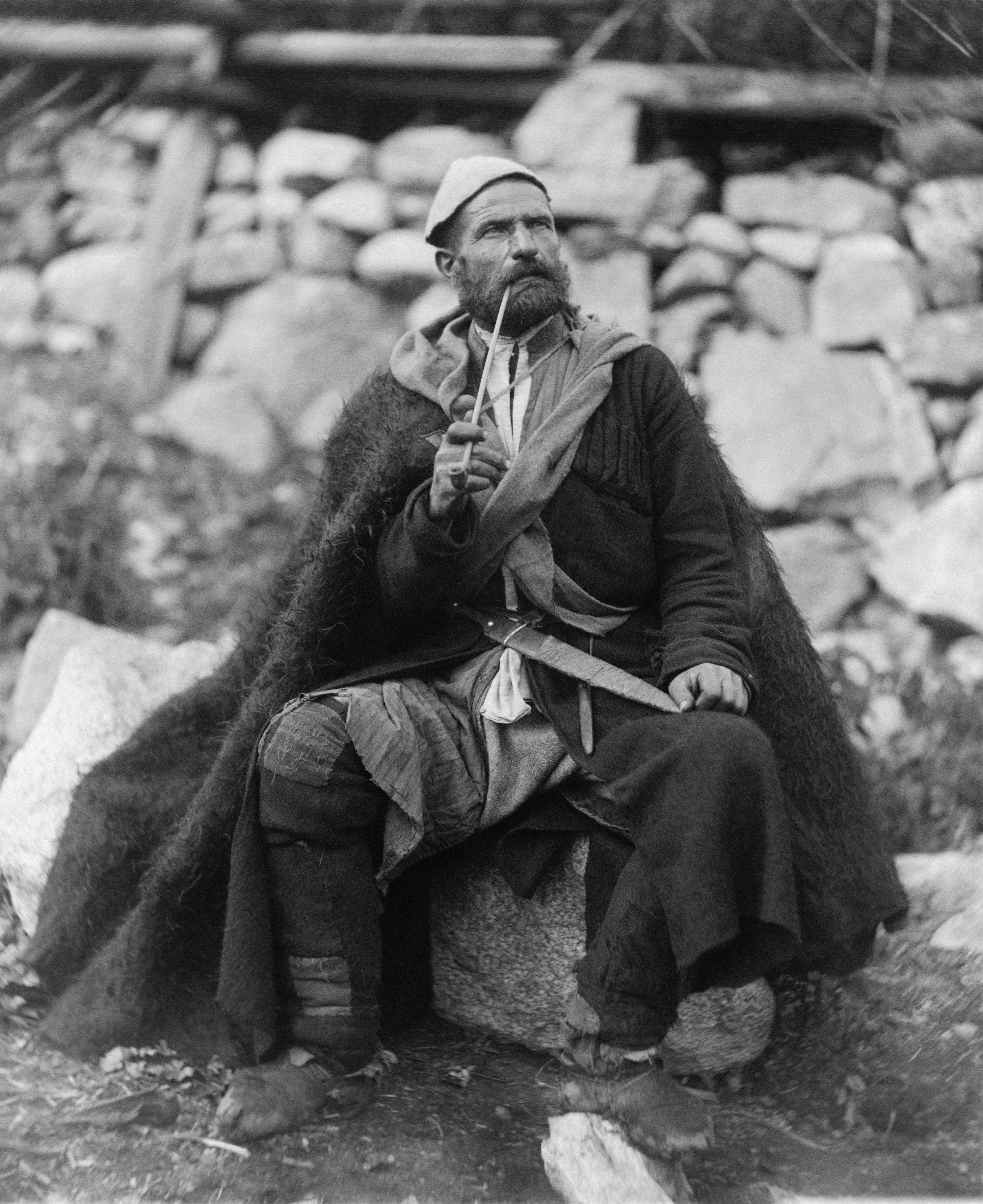
Een Svaneet met een dolk en een lange pijp

De Svaneten (Georgisch: სვანი Svani) zijn een etnische Georgische subgroep, die woont in de gelijknamige noordwestelijke Georgische historische regio Svanetië en hebben hun eigen taal, het Svanetisch.

## Geschiedenis
De Soanes, zoals die door de Griekse geograaf Strabo werden genoemd, worden meestal geïdentificeerd als de Svaneten die hedendaags min of meer hetzelfde grondgebied bezetten.
Tot de jaren dertig van de 20e eeuw hadden de Mingreliërs en de Svaneten een samenwerkingsverband van de volkstelling, maar werden in de bredere categorie toch tot de Georgiërs gerekend. Ze zijn Georgisch-Orthodoxe christenen, ze werden in de vierde tot de zesde eeuw gekerstend. Er zijn echter overblijfselen van het oude heidendom die nog altijd gehandhaafd worden. Sint-Joris (in Svanetië bekend als Jgëræg), de patroonheilige van Georgië, is de meest vereerde heilige. De Svaneten hebben veel van hun oude tradities behouden, incluis de bloedwraak (hoewel het gebruik van deze traditie is afgenomen vanwege de rechtshandhaving). De families van de Svaneten zijn klein en de man is het familiehoofd. 

## Taal
De Svaneten zijn tweetalig, ze kennen Georgisch en hun eigen taal, het Svanetisch, die samen met het Georgisch, Mingreels en Lazisch tot de vier talen van de Zuid-Kaukasische of Kartvelische taalfamilie behoren. 